# 하치코선

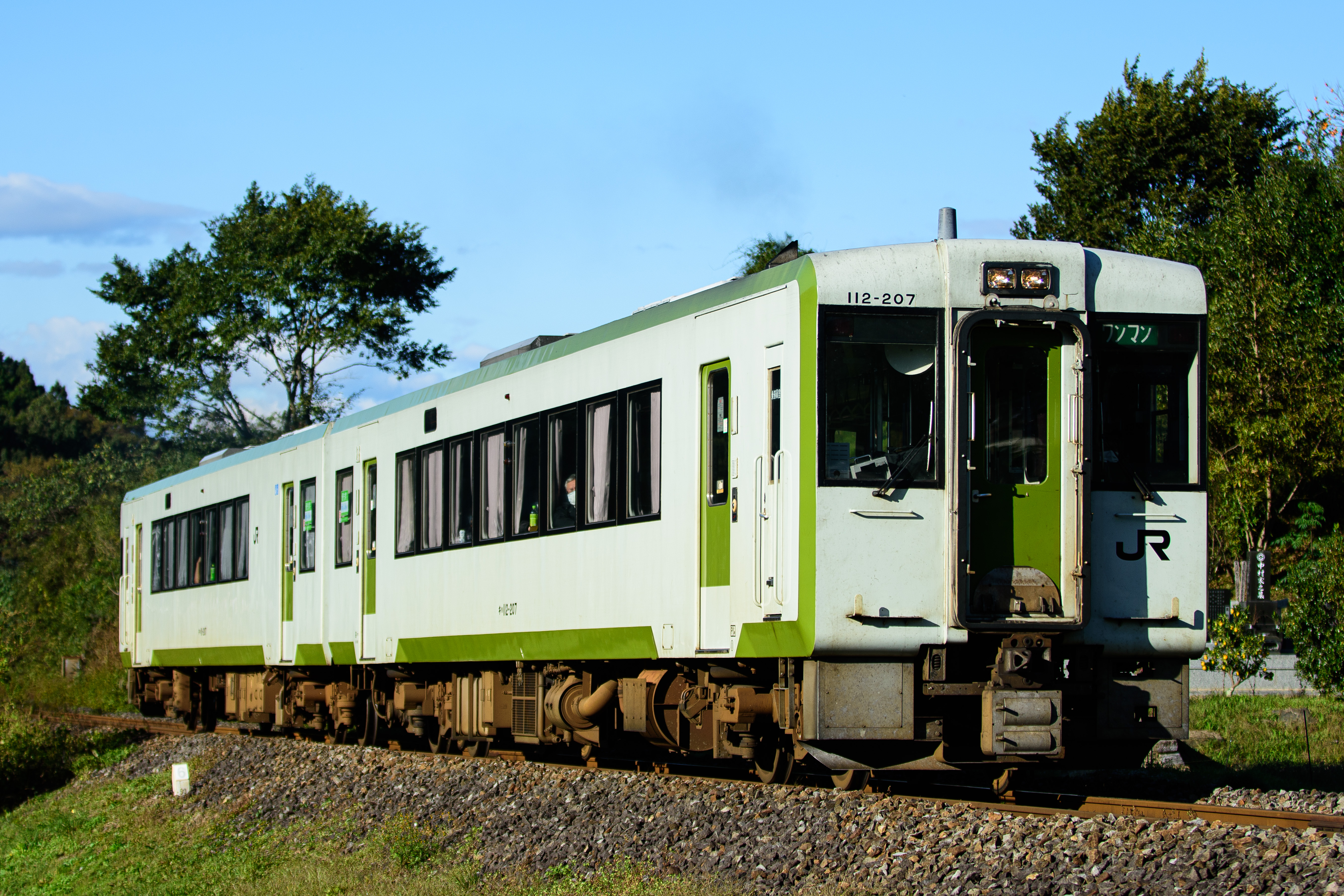

하치코선(일본어: 八高線, はちこうせん)은 동일본 여객철도의 노선 하나이다. 일본 도쿄도 하치오지시에 있는 하치오지역과 군마현 다카사키시에 있는 구라가노역을 잇는다.
하치오지역에서 고마가와역까지는 전차선이 있어서 전동차로 운행을 하지만, 고마가와역에서 구라가노역까지는 전차선이 설치되어 있지 않다. 따라서 전차선이 있는 구간을 운행하는 열차는 고마가와역까지 운행을 하거나 가와고에 선을 직결하여 가와고에역까지 운행하며, 전차선이 없는 구간을 운행하는 열차는 디젤동차로 운행을 하며, 다카사키 선의 다카사키역까지 운행을 한다. 또한 전차선이 있는 구간은 '하치코남(南) 선', 전차선이 없는 구간은 '하치코북(北) 선'이라고 부르기도 하지만, 안내판에는 그렇게 표기를 하지 않는다.
평일 아침 상행선 2편 및 저녁 하행선 1편의 열차는 하이지마역에서 오메 선(주오 쾌속선과 직결) 과 연결, 직결운행한다. 방식은 상행선의 경우, 하치코 선 구간은 4량편성이 된 열차가 운행을 하며, 하이지마역에서 대기하고 있는 6량의 열차와 연결, 도쿄역까지 운행하는 방식이다. 하행선은 이와 반대로 생각하면 된다.
노선 이름은 하치오지시의 하치(八)와 다카사키시의 코(다카, 高)로 지어졌다.

## 노선 정보
- 노선 거리: 92.0 km
- 궤간: 1,067mm(협궤)
- 역 수: 23
- 복선 구간: 없음, 전 구간 단선임.
- 전철화 구간: 하치오지 - 고마가와, 직류 1,500 볼트 방식
- 차단 장치:
  - 하치오지 - 군마후지오카: 특수 자동 차당식
  - 군마후지오카 - 기타후지오카: 자동 차당식(특수)
  - 기타후지오카 - 구라가노: 자동 차단식(복선)
- 보안 장치:
  - 하치오지 - 고마가와: ATS-PN, ATC, ATO
  - 고마가와 - 기타후지오카: ATS-Sn

## 차량
- 205계 3000번대 4량 편성.

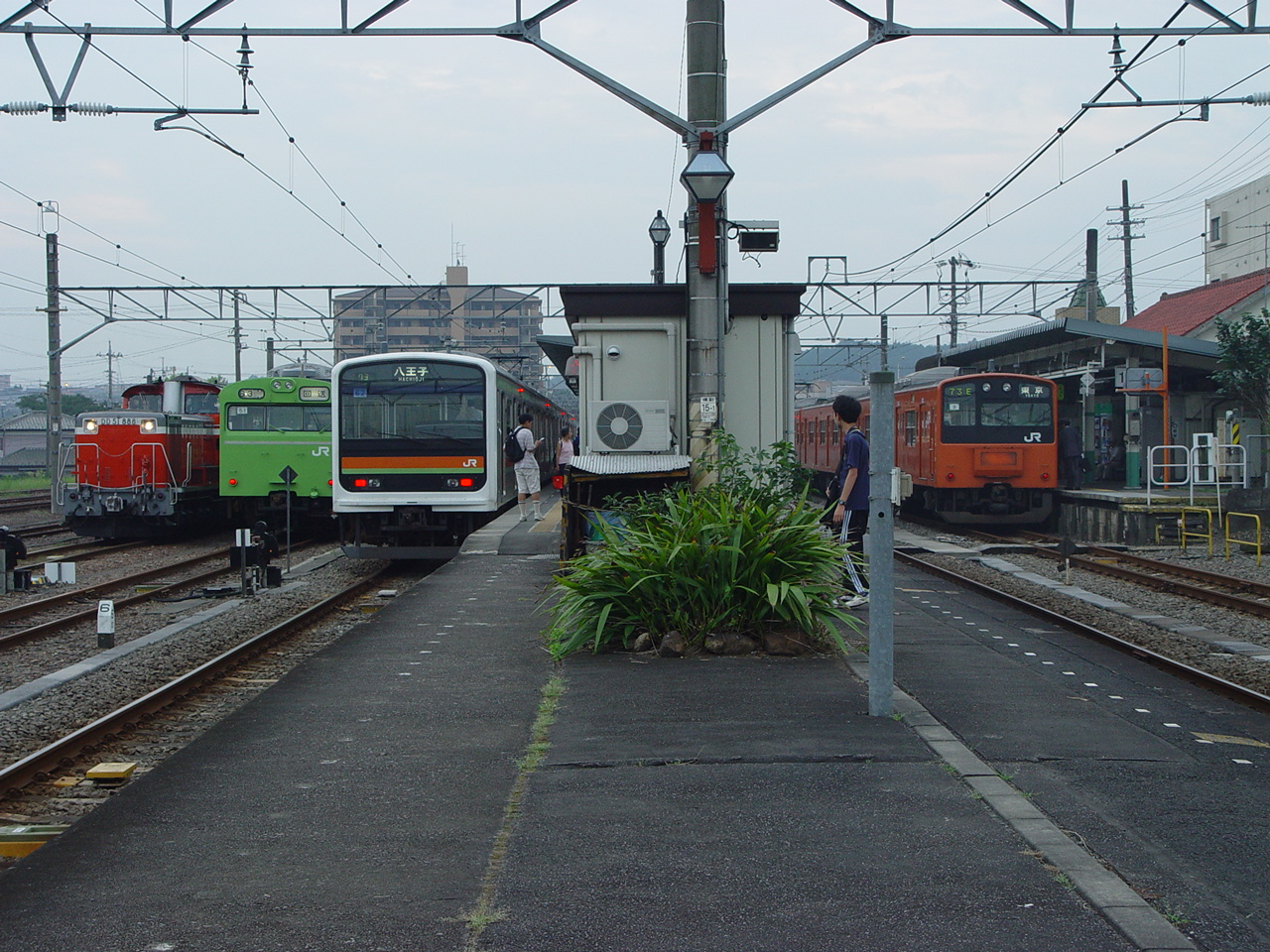
이른 아침에 고마가와 역, 다양한 열차가 있다. 2003년 8월

- 209계 3000번대 4량 편성. (1996년 이후부터)[1]
- 209계 3100번대 4량 편성. (2005년 4월 17일부터)[1]
- 209계 3500번대 4량 편성. 205계 3000번대 대차분
- E231계 3000번대 4량 편성. 205계 3000번대, 209계 3000, 3100번대 대차분
- E233계 (고마가와 역과 하지이마 역 간, 주오 쾌속선 직결 열차, 2007년 3월 17일부터)
- 키하 110계 고마가와 역 이북의 1량, 3량 열차

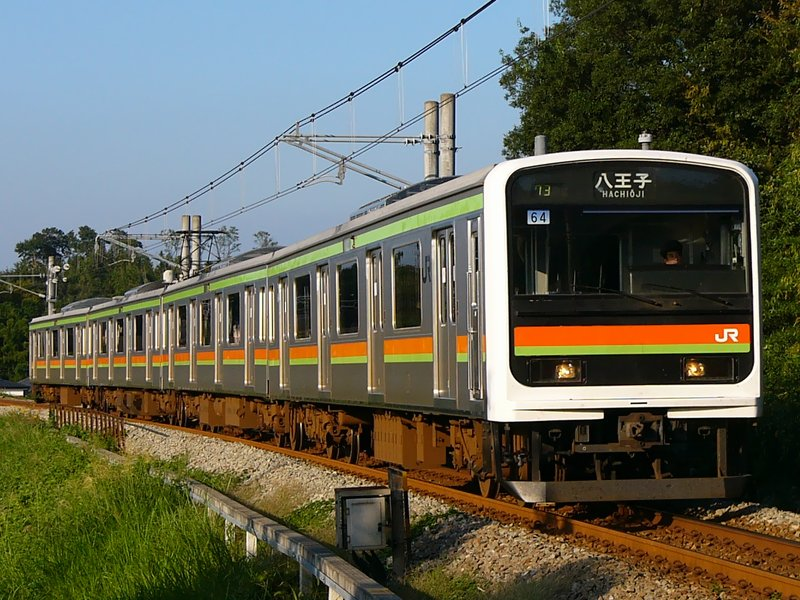
209계 3000번대
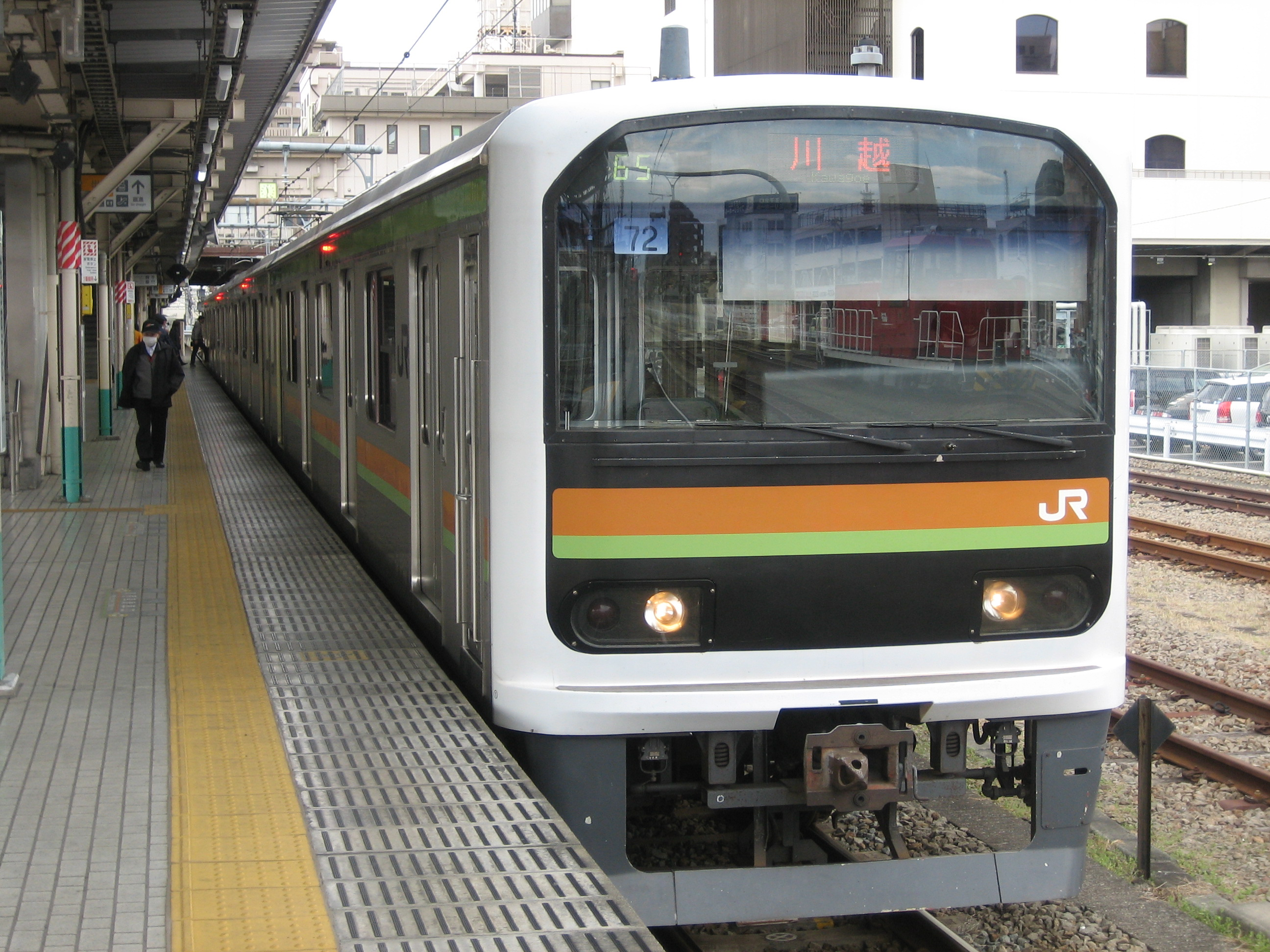
209계 3100번대
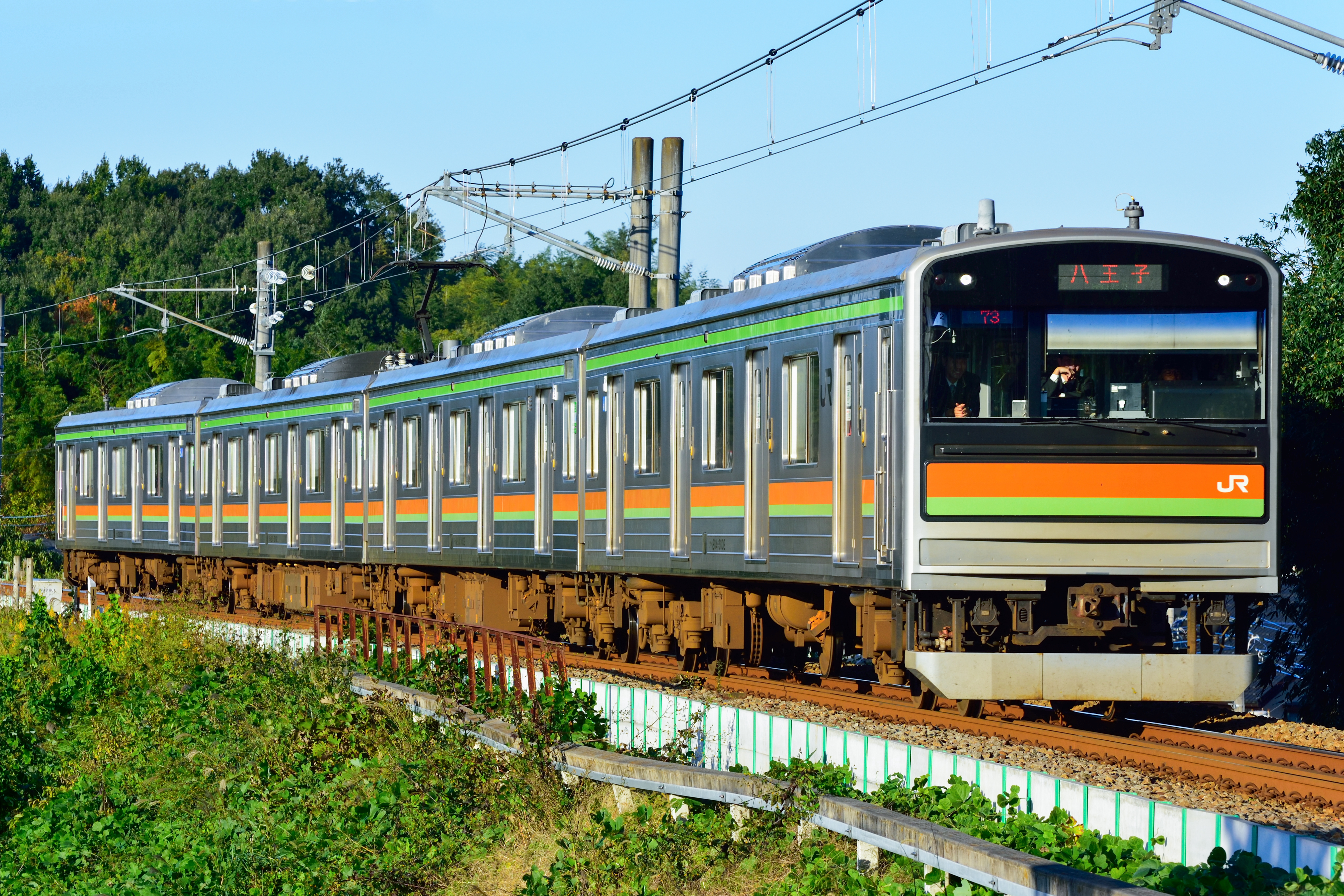
205계 3000번대
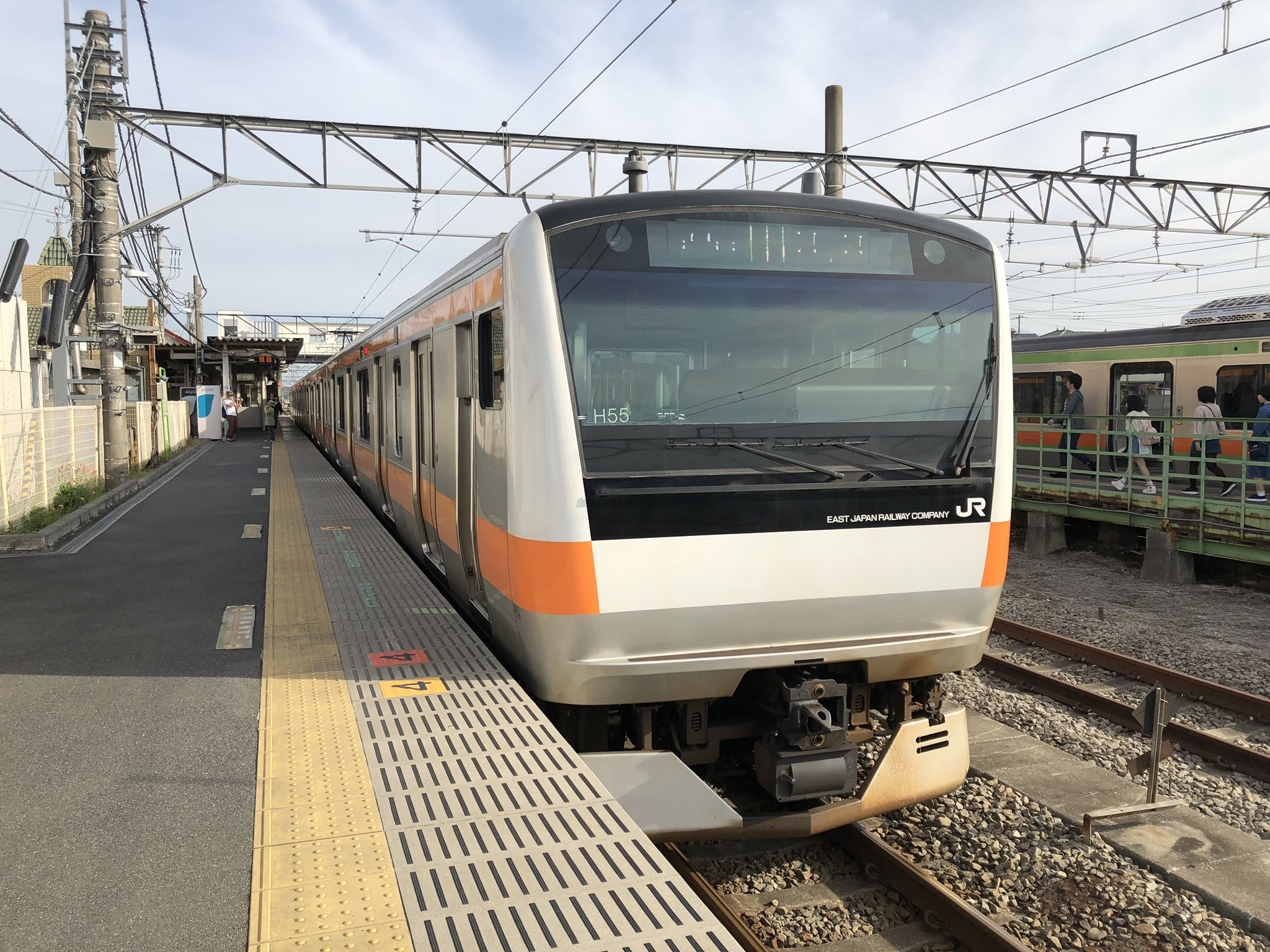
E233계
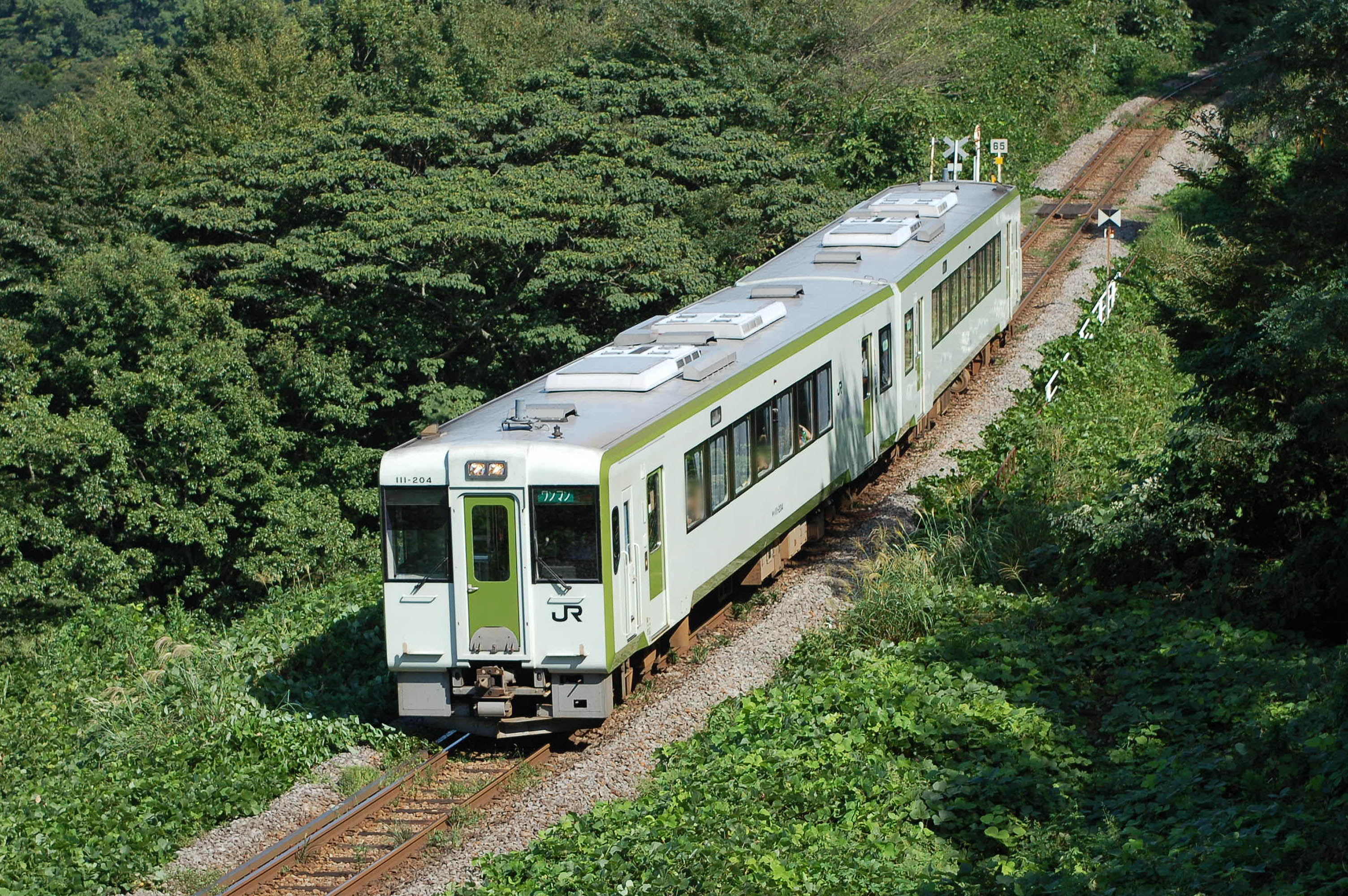
키하 110계

## 역 목록
접속노선에 있는 *는 그 역까지 운행하거나 경유하는 노선은 아니지만, 운행 상, 그 역을 출발하거나 종착역으로 하고 있는 노선.
| 역 이름      | 일본어 이름 | 거리 (km) | 접속 노선                                                         | 소재지                                | 소재지     | 소재지                                      |
| ------------ | ----------- | --------- | ----------------------------------------------------------------- | ------------------------------------- | ---------- | ------------------------------------------- |
| 하치오지     | 八王子      | 0.0       | 주오 본선, 요코하마 선, 게이오 전철 게이오 선(게이오 하치오지 역) | 도쿄도                                | 하치오지시 | 하치오지시                                  |
| 기타하치오지 | 北八王子    | 3.1       |                                                                   | 도쿄도                                | 하치오지시 | 하치오지시                                  |
| 고미야       | 小宮        | 5.1       |                                                                   | 도쿄도                                | 하치오지시 | 하치오지시                                  |
| 하이지마     | 拝島        | 9.9       | 오메 선(일부 직결운행), 이쓰카이치 선, 세이부 철도 하이지마 선    | 도쿄도                                | 아키시마시 | 아키시마시                                  |
| 히가시훗사   | 東福生      | 12.7      |                                                                   | 도쿄도                                | 훗사시     | 훗사시                                      |
| 하코네가사키 | 箱根ヶ崎    | 15.7      | 니시타마군                                                        | 도쿄도                                | 미즈호정   |                                             |
| 가네코       | 金子        | 20.5      | 사이타마현                                                        | 이루마시                              | 이루마시   |                                             |
| 히가시한노   | 東飯能      | 25.6      | 사이타마현                                                        | 세이부 철도 이케부쿠로 선             | 한노시     | 한노시                                      |
| 고마가와     | 高麗川      | 31.1      | 사이타마현                                                        | 가와고에 선(직결 운행)                | 히다카시   | 히다카시                                    |
| 모로         | 毛呂        | 36.9      | 사이타마현                                                        |                                       | 이루마군   | 모로야마정                                  |
| 오고세       | 越生        | 39.6      | 사이타마현                                                        | 도부 철도 오고세 선                   | 이루마군   | 오고세정                                    |
| 묘카쿠       | 明覚        | 44.8      | 사이타마현                                                        |                                       | 히키군     | 도키가와정                                  |
| 오가와마치   | 小川町      | 52.8      | 사이타마현                                                        | 도부 철도 도조 본선                   | 히키군     | 오가와정                                    |
| 다케자와     | 竹沢        | 56.3      | 사이타마현                                                        |                                       | 히키군     | 오가와정                                    |
| 오리하라     | 折原        | 60.3      | 사이타마현                                                        | 오사토군                              | 요리이정   |                                             |
| 요리이       | 寄居        | 63.9      | 사이타마현                                                        | 오사토군                              | 요리이정   | 지치부 철도 지치부 본선 도부 철도 도조 본선 |
| 요도         | 用土        | 68.4      | 사이타마현                                                        | 오사토군                              | 요리이정   |                                             |
| 마쓰히사     | 松久        | 71.1      | 사이타마현                                                        | 고다마군                              | 미사토정   |                                             |
| 고다마       | 児玉        | 75.9      | 사이타마현                                                        | 혼조시                                | 혼조시     |                                             |
| 단쇼         | 丹荘        | 80.0      | 사이타마현                                                        | 고다마 군                             | 가미카와정 |                                             |
| 군마후지오카 | 群馬藤岡    | 84.7      | 군마현                                                            | 후지오카시                            | 후지오카시 |                                             |
| 기타후지오카 | 北藤岡      | 88.4      | 군마현                                                            | 후지오카시                            | 후지오카시 |                                             |
| 구라가노     | 倉賀野      | 92.0      | 군마현                                                            | 다카사키 선(다카사키역까지 직결 운행) | 다카사키시 | 다카사키시                                  |